# The Empire Strikes Back (datorspel)
The Empire Strikes Back är titel på det första spel som tillverkats med handling hämtad från Star Wars-filmerna. Den ursprungliga versionen släpptes 1982 av det amerikanska företaget Parker Brothers till Atari VCS, och 1983 till Intellivision.